# Godardia gabonicus
Godardia gabonicus är en fjärilsart som beskrevs av Le Cerf 1923. Godardia gabonicus ingår i släktet Godardia och familjen praktfjärilar. Inga underarter finns listade i Catalogue of Life.